# Soda (Mineral)
Die oder das Soda (englisch Natron) ist ein Salz-Mineral aus der Mineralklasse der „Carbonate und Nitrate“ (ehemals Carbonate, Nitrate und Borate) mit der chemischen Zusammensetzung Na2[CO3]·10H2O und stellt damit das Decahydrat des Natriumcarbonats dar.
Soda kristallisiert im monoklinen Kristallsystem und entwickelt meist farblose, weiße, graue oder gelbe Ausblühungen beziehungsweise krustige Überzüge auf Salzgesteinen.

## Etymologie und Geschichte
Der Name Soda leitet sich von der Pflanzengattung Soden (Salzmelden) ab. Aus den auf salzigen Böden wachsenden Pflanzen wurde früher durch Verbrennung Natriumcarbonat gewonnen. Verwendet wurden in der Vergangenheit verschiedene Salzpflanzen vor allem von der Westküste Spaniens (Salsola soda, Salsola kali), wo aus der Asche der der Strandpflanzen die als Mittel gegen Kopfschmerzen eingesetzte Soda (als unreines kohlensaures Natron) gewonnen wurde. Aus dem arabischen suwwâd oder sudae (übersetzt „Kopfweh“) wurde die Bezeichnung ins mittellateinische, spanische und portugiesische soda sowie ins französische Soude übernommen und im 17. Jahrhundert auch ins Deutsche entlehnt.
Bekannt waren Kalisalzminerale bereits seit dem Altertum, wurden jedoch nicht nach Zusammensetzung unterschieden, sondern mit dem Begriff Nitrum zusammengefasst. Im Alten Ägypten wurden mit der Hieroglyphe ntr um etwa 3500 v. Chr. neben einem weißen Räucherwerk auch das zur Mumifizierung genutzte Natriumcarbonat bezeichnet. Aus der altgriechischen Abwandlung νίτρον [Nitron] (nach Diosk. V 113) wurde schließlich das lateinische Nitrum und über arabische Vermittlung (naṭrūn) das Wort Natron. Nach Otto Beßler zielte die Bezeichnung ursprünglich auf die Herkunft natürlicher (unreiner Natrium- und Kalium-)Salz-Sodamischungen aus dem Wadi el Natrūn.
Soda war bereits lange vor der Gründung der International Mineralogical Association (IMA) bekannt und als eigenständige Mineralart anerkannt. Im Gegensatz zu anderen Mineralen wie beispielsweise Pyrit, deren Mineralstatus als sogenanntes grandfathered Mineral von der IMA übernommen wurde, erfolgte bei Soda 1967 eine nachträgliche Anerkennung in einem zusammenfassenden Report. Infolgedessen wird das Mineral unter der Summenanerkennung „IMA 1967 s.p.“ (special procedure) geführt.

## Klassifikation
In der veralteten 8. Auflage der Mineralsystematik nach Strunz gehörte Soda zur gemeinsamen Mineralklasse der „Carbonate, Nitrate und Borate“ und dort zur Abteilung „Wasserhaltige Carbonate ohne fremde Anionen“ (Mit sehr großen Kationen), wo das Mineral zusammen mit Thermonatrit die „Thermonatrit-Soda-Gruppe“ mit der Systemnummer Vb/C.02 und den weiteren Mitgliedern Chalkonatronit, Gaylussit, Pirssonit und Trona bildete.
In der zuletzt 2018 überarbeiteten Lapis-Systematik nach Stefan Weiß, die formal auf der alten Systematik von Karl Hugo Strunz in der 8. Auflage basiert, erhielt das Mineral die System- und Mineralnummer V/D.02-020. Dies entspricht der Abteilung „Wasserhaltige Carbonate, ohne fremde Anionen“, wo Soda zusammen mit Baylissit, Chalkonatronit, Gaylussit, Pirssonit, Thermonatrit und Trona eine unbenannte Gruppe mit der Systemnummer V/D.02 bildet.
Die von der International Mineralogical Association (IMA) zuletzt 2009 aktualisierte 9. Auflage der Strunz’schen Mineralsystematik ordnet Soda in die neu definierte Klasse der „Carbonate und Nitrate“ (die Borate bilden hier eine eigene Klasse), dort aber ebenfalls zur Abteilung der „Carbonate ohne zusätzliche Anionen; mit H2O“. Diese ist allerdings weiter unterteilt nach der relativen Größe der beteiligten Kationen. Das Mineral ist hier entsprechend seiner Zusammensetzung in der Unterabteilung „Mit großen Kationen (Alkali- und Erdalkali-Carbonate)“ zu finden, wo es als einziges Mitglied die unbenannte Gruppe 5.CB.10 bildet.
In der vorwiegend im englischen Sprachraum gebräuchlichen Systematik der Minerale nach Dana hat Soda die System- und Mineralnummer 15.01.02.01. Dies entspricht wie in der alten Strunz’sche Systematik der gemeinsamen Klasse der „Carbonate, Nitrate und Borate“ und dort in die Abteilung „Wasserhaltige Carbonate“. Hier ist er als einziges Mitglied in der unbenannten Gruppe 15.01.02 innerhalb der Unterabteilung „Wasserhaltige Carbonate mit A+(XO3) • x(H2O)“ zu finden.

## Kristallstruktur
Soda kristallisiert in der monoklinen Raumgruppe Cc (Raumgruppen-Nr. 9) mit den Gitterparametern a = 12,83 Å; b = 9,03 Å; c = 13,44 Å und β = 123,0° sowie vier Formeleinheiten pro Elementarzelle.

## Modifikationen und Varietäten
Soda ist eine von sieben Modifikationen der chemischen Verbindung Natriumcarbonat. Die anderen Modifikationen sind:
- wasserfreies Natriumcarbonat (Na2CO3, Mineral Natrit)
- Natriumcarbonat-Monohydrat (Na2CO3·H2O, Mineral: Thermonatrit)
- Natrium-Calcium-carbonat-Dihydrat (Na2Ca(CO3)2·2H2O, Mineral Pirssonit)
- Natrium-Calcium-carbonat-Pentahydrat (Na2Ca(CO3)2·5H2O, Mineral  Gaylussit)
- Natriumcarbonat-Heptahydrat (Na2CO3·7 H2O)
- Natriumcarbonat-hydrogencarbonat-Dihydrat (Na(HCO3)·Na2CO3·2H2O, Mineral Trona).

## Bildung und Fundorte
Soda bildet sich vorwiegend durch Verdunstung an den Rändern von Salzseen oder durch Ausfällung am Seegrund bei kaltem Wetter.
Fundorte sind verschiedene Natronseen unter anderem in Ägypten, Äthiopien (Shala), Bolivien (San Juan), Großbritannien, Italien, Kanada, Mongolei (Ost-Gobi), Ungarn, Russland, Schweiz und den USA.

## Verwendung
Bereits im Altertum wurde es allgemein als Reinigungsmittel unter anderem für Glas verwendet. Im alten Ägypten diente es zur Trocknung von Leichen und damit der Mumifizierung. Die Römer der Antike versuchten, mit alkalischer Birkenasche oder Soda Haare zu bleichen.
Soda ist ein wichtiger Rohstoff beziehungsweise ein wichtiges Hilfsmittel zur Herstellung von Glas, Bleichmitteln, Waschmitteln, Farbmitteln, Gerbereiprodukten.
Die natürlichen Vorkommen reichen dafür nicht aus, so dass es weltweit in großen Mengen hergestellt wird (siehe Natriumcarbonat).